# Mistrzostwa Panamerykańskie w Zapasach 2014
Mistrzostwa rozegrano między 15 a 17 lipca 2014 roku w mieście Meksyk.

## Tabela medalowa
|     | Państwo           |    |    |    | Razem: |
| --- | ----------------- | -- | -- | -- | ------ |
| 1.  | Kuba              | 9  | 3  | 3  | 15     |
| 2.  | Stany Zjednoczone | 8  | 2  | 10 | 20     |
| 3.  | Ekwador           | 3  | 0  | 4  | 7      |
| 4.  | Kolumbia          | 2  | 5  | 5  | 12     |
| 5.  | Kanada            | 1  | 5  | 5  | 11     |
| 6.  | Wenezuela         | 1  | 2  | 9  | 12     |
| 7.  | Dominikana        | 0  | 3  | 2  | 5      |
| 8.  | Meksyk            | 0  | 1  | 3  | 4      |
| 9.  | Portoryko         | 0  | 1  | 2  | 3      |
| 10. | Peru              | 0  | 1  | 2  | 3      |
| 11. | Brazylia          | 0  | 1  | 1  | 2      |
| 12. | Argentyna         | 0  | 0  | 1  | 1      |
|     | razem:            | 24 | 24 | 47 | 95     |

## Wyniki

### W stylu klasycznym
| Waga   | złoty             | srebrny             | brązowy          | brązowy                |
| ------ | ----------------- | ------------------- | ---------------- | ---------------------- |
| 59 kg  | Ismael Borrero    | Jansel Ramírez      | Spenser Mango    | Raiber Rodríguez       |
| 66 kg  | Miguel Martínez   | Bryce Saddoris      | Ángel Yokopicio  | Jaír Cuero Muñoz       |
| 71 kg  | Wuileixis Rivas   | Ellis Coleman       | Milton Guallapa  | ----                   |
| 75 kg  | Andrew Bisek      | Iván de Jesús Duque | Julio Bastida    | Maximiliano Prudenzano |
| 80 kg  | Jonathan Andreson | Matthew Miller      | Luis Rivera      | Carlos Muñoz           |
| 85 kg  | Pablo Shorey      | Ediel Silva         | Jacob Fisher     | Hansel Mercedes        |
| 98 kg  | Yasmany Lugo      | Óscar Loango        | Luillys Pérez    | Yiannis Narlidis       |
| 130 kg | Mijaín López      | Ramón García        | Nikola Bogojevic | Antonio dos Santos     |

### W stylu wolnym
| Waga   | złoty               | srebrny            | brązowy          | brązowy            |
| ------ | ------------------- | ------------------ | ---------------- | ------------------ |
| 57 kg  | Zachary Sandres     | Alfredo Cisneros   | Steven Takahashi | Andry Dávila       |
| 61 kg  | Andrew Hochstrasser | Michael Asselstine | Jefferson Mayea  | Wilfredo Rodríguez |
| 65 kg  | Alejandro Valdés    | Brandon Díaz       | Jeffry Ávila     | Frank Molinaro     |
| 70 kg  | Hunter Stieber      | Pedro Soto         | Yoan Blanco      | César Roberty      |
| 74 kg  | Jordan Burroughs    | Liván López        | Edison Hurtado   | Adonis Arroyo      |
| 86 kg  | Reineris Salas      | José Díaz          | Pool Ambrocio    | Clayton Foster     |
| 97 kg  | Javier Cortina      | Jarlis Mosquera    | Deron Winn       | Marcos Santos      |
| 125 kg | Zachery Rey         | Josué Encarnación  | Víctor Asprilla  | Korey Jarvis       |

### W stylu wolnym kobiet
| Waga  | złoty              | srebrny             | brązowy             | brązowy            |
| ----- | ------------------ | ------------------- | ------------------- | ------------------ |
| 48 kg | Victoria Anthony   | Jessica MacDonald   | Vicmarie Requena    | Thalía Mallqui     |
| 53 kg | Angélica Bustos    | Brittanee Laverdure | Agüis Rivas         | Haley Augello      |
| 55 kg | Luisa Valverde     | Sayory Carion       | Kelly Vázquez       | Kasangela Torres   |
| 58 kg | Lissette Antes     | Janet Sobero        | Sandra Roa          | Yaquelin Estornell |
| 60 kg | Michelle Fazzari   | Laís Nunes          | Cheyenne Youngblood | Dayana Méndez      |
| 63 kg | Jackeline Rentería | Justine Bouchard    | Nathaly Grimán      | Katerina Vidiaux   |
| 67 kg | Leydi Izquierdo    | Cándida de Armas    | Julia Salata        | Justina Di Stasio  |
| 75 kg | Lisset Hechavarría | Andrea Olaya        | Victoria Francis    | Leah Callahan      |